# Exsudative Gastroenteropathie
Als exsudative Gastroenteropathie bezeichnet man in der Medizin eine Erkrankung des Magen-Darm-Trakts, die mit einem Eiweißverlust über die Magen- und/oder Darmschleimhaut einhergeht. Die exsudative Gastroenteropathie ist keine eigenständige Krankheit, sondern wird durch verschiedene Grunderkrankungen ausgelöst. Pathogenetisch ist eine Lymphstauung der Auslöser. Typische Folge ist ein Mangel an Bluteiweißen (Serumproteinen), vor allem Albumin und Globuline (außer IgE).
Das klinische Bild ist durch Ödeme und ein Malabsorptionssyndrom mit Durchfall und Gewichtsabnahme gekennzeichnet.

## Ursachen
Mögliche Ursachen für eine exsudative Gastroenteropathie sind:
- Zöliakie
- Morbus Crohn
- Colitis ulcerosa
- bakterielle Fehlbesiedlung
- Morbus Whipple
- Parasiten im Magen-Darm-Trakt
- Darm-Sarkoidose
- Darmtuberkulose
- Ménétrier-Syndrom
- eosinophile Gastroenteritis
- Graft-versus-Host-Reaktion
- systemischer Lupus erythematodes
- kollagene Kolitis
- Karzinoid-Syndrom
- Lymphom des Magen-Darm-Trakts
- Kaposi-Sarkom
- lymphoenterische Fisteln
- konstruktiver Perikarditis
- Lymphogranulomatose
- Lymphangiectasia enteralis familiaris

## Behandlung
Die Behandlung erfolgt durch Abstellen der Grunderkrankung. Symptomatisch wird eine eiweißreiche und natriumarme Diät verabreicht.